# Cesta I. triedy 12
Die Cesta I. triedy 12 (slowakisch für ‚Straße 1. Ordnung 12‘), kurz I/12, ist eine Straße 1. Ordnung in der Slowakei. Sie befindet sich im äußersten Norden des Landes und verbindet den Ort Svrčinovec mit der polnischen Grenze bei Skalité. Sie entstand etwa 2003 aus einem hochgestuften Teil der Straße 2. Ordnung 487.
Parallel dazu verläuft die einbahnige Autobahn D3, deren Bau in diesem Bereich im Spätjahr 1997 begann, konnte aber erst im Juni 2017 dem Verkehr freigegeben werden.

## Verlauf
Die Straße beginnt als Abzweig der Straße 1. Ordnung 11 von Čadca bzw. Žilina und folgt dem Tal des Baches Skaliťanka über die Orte bzw. Ortsteile von Čierne und Skalité. Am Pass Príslop erreicht sie die Grenze und geht in die polnische Schnellstraße S1 (vormals S69) Richtung Bielsko-Biała über.